# برایدگروم
برایدگروم (به انگلیسی: Bridegroom) فیلم مستند آمریکایی محصول سال ۲۰۱۳ میلادی به کارگردانی لیندا بلادورث-تامسن است که داستان رابطهٔ دو جوان همجنس‌گرا، تام و شین را روایت می‌کند.
برایدگروم نخستین بار در ۲۳ آوریل ۲۰۱۳ در جشنواره فیلم ترایبکا به نمایش درآمد و توسط بیل کلینتون معرفی شد که در نهایت جایزه بهترین فیلم مستند از نگاه تماشاگران را دریافت کرد. این فیلم همچنین جایزه رسانه‌ای گلد را برای بهترین مستند سال ۲۰۱۴ دریافت نمود.

## خلاصه داستان
داستان فیلم دربارهٔ رابطه شش سالهٔ تام و شین و مرگ تصادفی تام است. پس از مرگ تام خانوادهٔ همجنس‌گراهراسش که با رابطه آن‌ها مخالف بودند، هیچ حقی برای شین قائل نمی‌شوند و حتی به او اجازهٔ شرکت در مراسم خاکسپاری تام را نیز نمی‌دهند.